# Mallet
Mallet este un oraș în Paraná (PR), Brazilia.